# Rudava
Rudava este o arie protejată (arie specială de conservare — SAC, sit de importanță comunitară — SCI) din Slovacia întinsă pe o suprafață de 1.958,66 ha, integral pe uscat.

## Localizare
Centrul sitului Rudava este situat la coordonatele 48°31′47″N 17°13′42″E / 48.529639°N 17.2283°E.

## Înființare
Situl Rudava a fost declarat sit de importanță comunitară în aprilie 2004 pentru a proteja 1 specie de plante și 42 de specii de animale. Situl a fost protejat și ca arie specială de conservare în martie 2004.

## Biodiversitate
Situată în ecoregiunile alpină și panonică, aria protejată conține 17 habitate naturale: Pajiști uscate europene, Ape puternic oligomezotrofe cu vegetație bentonică cu Chara spp., Fânețe de joasă altitudine (Alopecurus pratensis, Sanguisorba officinalis), Pajiști cu Molinia pe soluri calcaroase, turboase sau argilos-nămoloase (Molinion caeruleae), Lacuri eutrofice naturale cu vegetație de tip Magnopotamion sau Hydrocharition, Mlaștini alcaline, Păduri panonice cu Quercus petraea și Carpinus betulus, Mlaștini turboase de tranziție și turbării mișcătoare, Liziere de ierburi înalte hidrofile de câmpie și de nivel montan până la alpin, Păduri acidofile de stejar bătrân cu Quercus robur pe câmpii nisipoase, Lacuri și iazuri distrofice naturale, Păduri stepice euro-siberiene cu Quercus spp., Păduri mixte riverane de Quercus robur, Ulmus laevis și Ulmus minor, Fraxinus excelsior sau Fraxinus angustifolia, de-a lungul marilor râuri (Ulmenion minoris), Păduri aluvionare cu Alnus glutinosa și Fraxinus excelsior (Alno-Padion, Alnion incanae, Salicion albae), Cursuri de apă de la nivel de câmpie la nivel montan, cu vegetație Ranunculion fluitantis și Callitricho-Batrachion, Râuri cu maluri nămoloase cu vegetație de Chenopodion rubri p.p. și Bidention p.p., Dune continentale panonice.
La baza desemnării sitului se află mai multe specii protejate:
- plante (1): moșișoare (Liparis loeselii)
- păsări (17): lăcar-de-rogoz (Acrocephalus schoenobaenus), rață lingurar (Anas clypeata), rață pitică (Anas crecca), egretă albă (Egretta alba), presură sură (Emberiza calandra), presură de stuf (Emberiza schoeniclus), șoim dunărean (Falco cherrug), becațină comună (Gallinago gallinago), Locustella naevia, codobatura galbenă (Motacilla flava), pietrar sur (Oenanthe oenanthe), vultur pescar (Pandion haliaetus), corcodel mare (Podiceps cristatus), mărăcinar negru (Saxicola torquatus), lăcustar (Sturnus roseus), fluierarul de zăvoi (Tringa ochropus), sturzul viilor (Turdus iliacus)
- mamifere (5): liliac cârn (Barbastella barbastellus), castor (Castor fiber), vidră de râu (Lutra lutra), liliac comun (Myotis myotis), liliacul mic cu potcoavă (Rhinolophus hipposideros)
- nevertebrate (14): croitorul mare al stejarului (Cerambyx cerdo), Coenagrion ornatum, Cordulegaster heros, Cucujus cinnaberinus, fluturele de noapte (Eriogaster catax), Euplagia quadripunctaria, libelule (Leucorrhinia pectoralis), rădașcă (Lucanus cervus), fluturele purpuriu (Lycaena dispar), phengaris nausithous (Maculinea nausithous), Maculinea teleius, Ophiogomphus cecilia, Osmoderma eremita, gândacul de apă (Rhysodes sulcatus)
- pești (5): avat (Aspius aspius), Eudontomyzon mariae, țipar (Misgurnus fossilis), boarță (Rhodeus sericeus amarus), Romanogobio albipinnatus
- reptile (1): țestoasa de baltă (Emys orbicularis)

Pe lângă speciile protejate, pe teritoriul sitului au mai fost identificate 31 de specii de plante, 11 specii de amfibieni, 16 specii de mamifere, 94 de specii de nevertebrate, 6 specii de pești, 6 specii de reptile.